# ناحية مركز حمص
ناحية مركز حمص إحدى نواحي سوريا تتبع إداريّاً لمحافظة حمص منطقة حمص ومركزها مدينة حمص، بلغ تعداد سكان الناحية 750,501 نسمة حسب التعداد السكاني لعام 2004.

## مدن وبلدات وقرى ناحية مركز حمص
آبل، أبو دالي، الأمين، الأشرفية، الضفة (الحلموز)، الدار الكبيرة، جديدة الشرقية، إسماعيلية (المختارية)، الفحيلة، فيروزة، غزابة، هبوب الريح، حمص، الحرية، الجميلية، جوالك، جديدة العاصي، جلودية، جوبر، كفرعايا، كفر عبد، الخالدية، الكرامة، مسكنة، المباركية، المهاجرين، النقيرة، النجمة، العبودية، قطينة، الريان، الرياض، سكرة، تل أحمر، تل الناقة، تل الشور، تل زبيدة، الثابتية، تير معلة، زيدل، الزهرية، الحازمية، الشلال، الكاظمية، سكرة الشمالية، عين الزرقا، نقبين.